# چای کوپر
چای کوپر (انگلیسی: Chay Cooper؛ زادهٔ ۱۷ نوامبر ۲۰۰۱) بازیکن فوتبال است.